# 초대질량 블랙홀

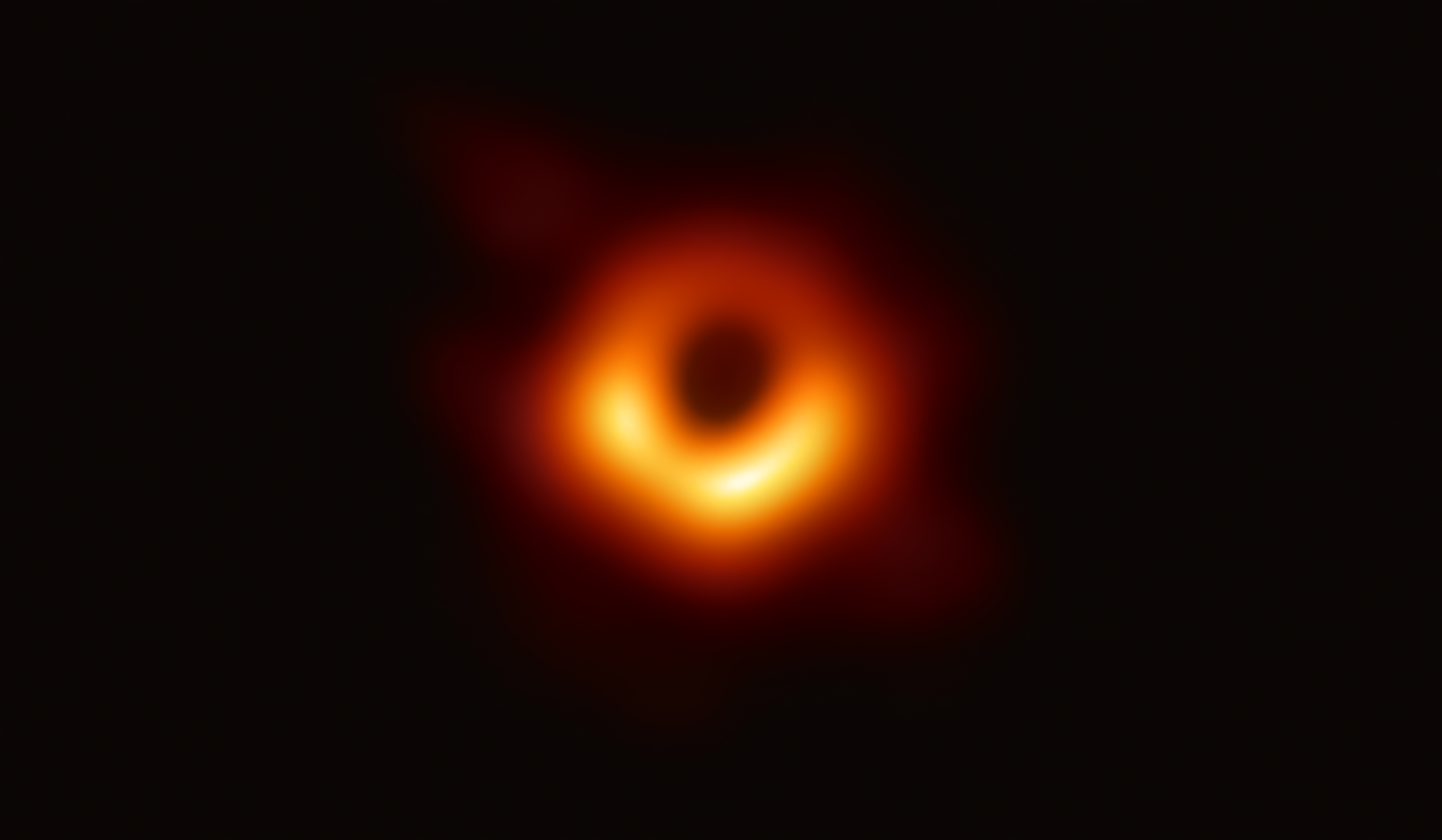
메시에 87의 은하핵에서 발견된 초대질량 블랙홀의 첫 번째 직접적인 이미지. 이 조망은 은하 제트 중 하나를 다소 위에서 내려다 본 것이다. 한 강착원반이 아니고, 마이크로파 범위 (1.3mm)의 싱크로트론 복사를 보여준다. 이 빛은 제트기 바닥의 플라즈마 소용돌이에 잡힌 전자들에 의해 방출되었다. 이 파장의 복사는 강착원반의 방출을 지배하는 것으로 생각되는 열적 특징을 드러내지 않는다. 싱크로트론 복사는 고리를 생성하는 블랙홀의 광자구와 상호작용한 후에 표시된다. 어두운 중앙의 특징은 사건의 지평선과 지구 사이에 경로가 존재하지 않는 영역을 나타낸다. 광자구의 가장자리는 도플러 분사출로 인해 밝기의 비대칭을 보여준다. 이 이미지는 2019년에 사건 지평선 망원경 협업을 통해 공개되었다.

초대질량 블랙홀(supermassive black hole SMBH 또는 SBH)은 블랙홀 중 가장 큰 유형으로, 질량이 태양의 질량(M☉)의 수십만 또는 수백만에서 수십억 배에 달하는 블랙홀이다. 블랙홀은 중력 붕괴를 겪은 천체의 일종으로, 빛은 물론 그 어떤 것도 빠져나갈 수 없는 타원면 우주 영역을 남긴다. 관측적 증거에 의하면 거의 모든 대형 은하의 중심에는 초대질량 블랙홀이 있다. 예를 들어, 우리 은하의 중심에는 전파원 궁수자리 A*에 해당하는 한 초대질량 블랙홀이 있다. 초대질량 블랙홀에의 성간 가스의 강착은 활동 은하핵들(AGNs)과 퀘이사들을 위해 동력을 공급하는 과정이다.
거대 타원 은하 메시에 87에 있는 블랙홀과 우리 은하의 중심(궁수자리 A*)에 있는 블랙홀 두 개의 초대질량 블랙홀들이 사건 지평선 망원경(Event Horizon Telescope)으로 직접적으로 이미지화되었다.

## 설명
초대질량 블랙홀들은 고전적으로 질량이 100,000 (105) 태양질량(M☉)이상인 블랙홀로 정의된다; 일부는 수십억 M☉의 질량을 가지고 있다. 초대질량 블랙홀은 질량이 낮은 분류들과와명확하게 구별되는 물리적 특성을 가지고 있다. 첫째, 사건 지평선 부근의 조석력은 초대질량 블랙홀의 경우 상당히 더 약하다. 블랙홀의 사건 지평선에 있는 물체에 가해지는 조석력은 블랙홀 질량의 제곱에 반비례한다; 천만 M☉ 블랙홀의 사건 지평선에 있는 사람은 지구 표면에 있는 사람과 머리와 발 사이에 거의 같은 조석력을 경험한다. 항성질량 블랙홀과는 달리, 사람은 블랙홀의 사건 지평선 깊숙한 곳까지 상당한 조석력을 경험하지 못한다.
사건 지평선 내 SMBH의 평균 밀도(블랙홀의 질량을 슈바르츠실트 반경 내 공간의 부피로 나눈 값으로 정의된)가 물의 밀도보다 작을 수 있다는 점은 다소 직관적이지 않다. 이것은 슈바르츠실트 반경({\displaystyle r_{\text{s}}})이 질량에 정비례하기 때문이다. 한 구형 천체(비회전 블랙홀의 사건 지평선 같은)의 부피는 반경의 세제곱에 정비례하고, 블랙홀의 밀도는 질량의 제곱에 반비례하므로 따라서 질량이 더 큰 블랙홀은 평균 밀도가 더 낮다.
약 10억 M☉의 회전하지 않고 충전되지 않은 초대질량 블랙홀의 사건 지평선의 슈바르츠실트 반경은 약 19AU인 천왕성 궤도의 긴반지름축과 비슷하다..
일부 천문학자들은 50억 M☉이상의 블랙홀을 '극초대질량 블랙홀'(UMBH 또는 UBH)라고 부르지만, 그 용어는 광범위하게 사용되지는 않는다. 가능한 예들로는 가장 거대한 블랙홀들로 알려진 TON 618, NGC 6166, ESO 444-46 및 NGC 4889의 중심부에 있는 블랙홀들이 포함된다.
일부 연구에 따르면 블랙홀이 발광성 강착(강착원반들이 특징인)이면서 도달할 수 있는 최대 자연 질량은 일반적으로 약 500억 M☉정도이다. 그러나, 2020년에 발표된 한 연구에서는 사용된 모형에 따라 질량이 1000억 M☉이상인 '놀랄만 하게 큰 블랙홀'(SLAB)이라고 불리는 더 큰 블랙홀이 존재할 수 있다; 일부 추정치는 봉황자리 은하단의 중심부에 있는 블랙홀을 이 범주에 넣는다.

## 연구의 역사
초대질량 블랙홀이 발견된 이야기는 1963년 마르턴 스밋이 3C 273의 전파원을 조사하면서 시작되었다. 처음에는 이것이 별이라고 생각되었지만, 그 스펙트럼은 의아한 것으로 판명되었다. 그것은 적색편이 된 수소 방출선으로 확인되었는데, 이는 그 천체가 지구에서 멀어지고 있음을 나타낸다. 허블-르메트르 법칙은 그 천체가 수십억 광년 떨어진 곳에 있음을 보여주었고, 따라서 수백 개의 은하들에 해당하는 에너지를 방출하고 있어야 한다. 준 항성체 또는 퀘이사라고 불리는 그 광원의 빛 변화율은 방출 영역의 직경이 1파섹 이하임을 시사했다. 1964년까지 이러한 광원들 네 개가 확인되었다.
1963년에, 프레드 호일과 W. A. 파울러는 퀘이사의 컴팩트항 크기와 높은 에너지 출력에 대한 설명으로 수소 연소의 초대질량 별(supermassive star SMS)의 존재를 제안했다. 이들은 질량이 약 105~109M☉일 것이다. 그러나, 리처드 파인만은 특정 임계 질량 이상의 별은 동적으로 불안정하며 또한, 적어도 자전하지 않는다면, 블랙홀로 붕괴할 것이라고 지적했다. 파울러는 그런 다음 이러한 초대질량 별이 일련의 붕괴 및 폭발 진동들을 겪게되고, 그래서 그 에너지 출력 패턴을 설명하는 것이라고 제안했다. 아펜젤러Appenzeller와 프리케Fricke(1972)는 이러한 행동에 대한 모형을 만들었지만, 그 결과 별이 여전히 붕괴를 겪을 것이라는 사실을 발견하고, 회전하지 않는 0.75×106M☉ SMS는 "CNO 순환을 통해 수소를 연소시킴으로써 블랙홀로의 붕괴를 피할 수는 없다"는 결론을 내렸다.
에드윈 E. 살피터Edwin E. Salpeter과 야코프 젤도비치는 1964년에 대질량 컴팩트 천체에 물질이 떨어짐이 퀘이사의 특성을 설명할 수 있다고 제안했다. 이러한 물체의 출력과 일치하려면 약 108M☉의 질량이 필요할 것이다. 도널드 린든-벨Donald Lynden-Bell은 1969년에 떨어지는 가스가 중앙의 "슈바르츠실트 목구멍"속으로 나선형으로 나가는 한 평평한 원반을 형성할 것이라는 점에 주목했다. 그는 인근 은하핵들의 상대적으로 낮은 출력은 이것들이 오래된 비활성 퀘이사들라는 것을 암시한다고 지적했다. 한편 1967년 마틴 라일과 말콤 롱에어Malcolm Longair는 거의 모든 은하계외 전파 방출원이 은하에서 입자들이 상대론적 속도로 방출되는 모형, 즉 광속에 가깝게 움직이는 모형에 의해 설명될 수 있다고 제안했다. 마틴 라일, 말콤 롱에어 및 피터 쇼이어Peter Scheuer는 1973년에 컴팩트한 중심핵이 이러한 상대론적 제트의 원래 에너지원이 될 수 있다고 제안했다.
아서 울프Arthur M. Wolfe와 제프리 버비지Geoffrey Burbidge는 1970년에 타원 은하의 핵 영역에 있는 별의 큰 속도 분산은 핵의 큰 대질량 농축에 의해서만 설명될 수 있다; 일반 별들에 의해 설명될 수 있는 것보다 더 크다고 지적했다. 그들은 그 거동이 최대 1010M☉의 대질량 블랙홀 또는 103M☉이하의 질량을 가진 많은 수의 작은 블랙홀로 설명될 수 있음을 보여주었다. 대질량 암흑 천체에 대한 역학적 증거는 1978년 활동 타원은하 메시에 87의 중심부에서 발견되었으며, 처음에는 5×109M☉으로 추정되었다. 1984년 안드로메다 은하와 1988년 솜브레로 은하를 포함하여 다른 은들에서 유사한 거동이 곧 이어 발견되었다.
도널드 린든 벨Donald Lynden-Bell과 마틴 리스는 1971년 은하계 중심에 거대한 블랙홀이 있을 것이라고 가정했다. 궁수자리 A*는 1974년 2월 13일과 15일에 천문학자 브루스 발릭Bruce Balick과 로버트 브라운Robert Brown에 의하여 미국 국립 전파 천문대의 그린 뱅크 간섭계(Green Bank Interferometer)를 사용하여 발견되었다. 그들은 싱크로트론 복사을 방출하는 전파원을 발견했다; 그것은 중력 때문에 밀도가 높고 움직이지 않는 것으로 밝혀졌다. 따라서, 이것은 우리은하 중심에 초대질량 블랙홀이 존재한다는 최초의 징후였다.
1990년에 발사된 허블 우주 망원경은 은하핵을 보다 정밀하게 관측하는 데 필요한 해상도를 제공했다. 1994년 허블의 미약 천체 분광기(Faint Object Spectrograph)를 사용하여 메시에 87을 관측한 결과, 이온화된 가스가 ±500km/s의 속도로 핵의 중심부를 공전하는 것을 발견했다. 이 데이터는 (2.4±0.7)×109M☉의 농축된 질량이 0.25인치 범위 내에 놓여 있음을 나타내었고, 이는 초대질량 블랙홀의 강력한 증거를 제공했다. 메시에 106을 관측하기 위해 초장 기선 어레이를 사용하여 미요시Miyoshi 등(1995)은 이 은하의 H2O 메이저에서 나오는 방출이 반경 0.13파섹으로 제한된 3.6×107M☉의 농축 질량을 공전하는 핵에서 가스 원반으로부터 나온다는 것을 증명할 수 있었다. 그들의 획기적인 연구는이 작은 반경 내의 한무리의 태양 질량 블랙홀들이 충돌을 겪지 않고는 오래 살아남지 못할 것이며, 초대질량 블랙홀이 유일한 후보가 된다는 것을 지적했다. 초대질량 블랙홀을 처음으로 확인한 이 관측과 함께 MCG-6-30-15 은하로부터의 매우 확장된 이온화 된 철 Kα 방출선(6.4 keV)이 발견되었다. 이 확장은 빛이 블랙홀로부터 3~10 슈바르츠실트 반경에서 빠져나오면서 빛의 중력 적색편이가 일어났기 때문이다.
2019년 4월 10일에, 사건 지평선 망원경{Event Horizon Telescope} 협업은 메시에 87은하 중심에 있는 블랙홀의 첫 번째 수평선 축척 이미지를 공개했다. 2020년 3월에, 천문학자들은 첫 번째 블랙홀 이미지에서 이러한 신호를 더 잘 감지할 수 있는 방법을 제안하면서 추가의 서브링들이 광자링을 형성해야 한다고 시사했다.

## 형성

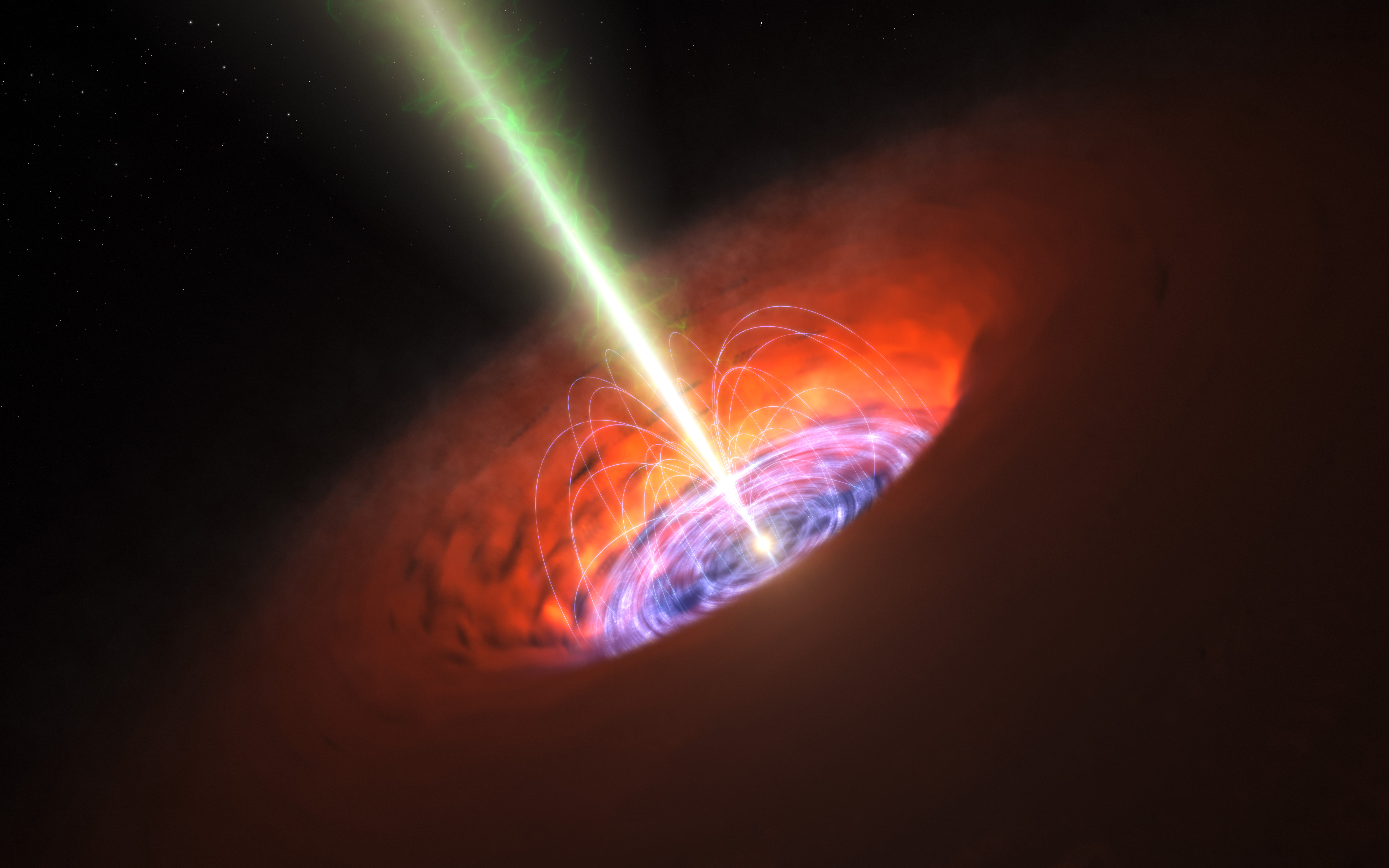
강착원반으로 둘러싸여 있고 상대론적 제트를 방출하는 초대질량 블랙홀에 대한 예술가의 구상

초대질량 블랙홀의 기원은 여전히 활발한 연구 분야이다. 천체물리학자들은 블랙홀이 물질의 강착과 다른 블랙홀과의 병합을 통해 성장할 수 있다는 데 동의한다. 초대질량 블랙홀의 조상들, 즉 "씨앗들"의 형성 메커니즘과 초기 질량에 대한 몇 가지 가설들이 있다. 블랙홀 씨앗의 특정 형성 채널과는 별개로, 근처에 충분한 질량이 주어지면, 그것은 축적되어 중간 질량 블랙홀이 될 수 있으며, 축적 속도가 지속되면 또한 SMBH가 될 수도 있다.
QSO J0313–1806 및 ULAS J1342+0928과 같은 원거리의 초기 초대질량 블랙홀들은 대폭발(빅뱅) 직후라서 설명하기 어렵다. 어떤 사람들은 그것들이 자기 상호작용을 가진 암흑 물질의 직접 붕괴에서 비롯된 것이라고 가정한다. 소수의 출처들은 이러한 초대질량 블랙홀이 대폭발 이전에 형성되어, 우주가 대폭발 대신에, 빅 바운스의 결과라는 증거 일 수 있다고 주장한다.

### 첫 번째 별
초기의 조상 항성의 씨앗들은 대질량의 별들의 폭발로 남겨진 수십 또는 수백 M☉의 블랙홀들일 수 있으며, 물질의 강착에 의해 성장한다. 또 다른 모형은 시스템의 음의 열용량이 중심부 내에서 속도 분산을 상대론적 속도로 유도하여 중심부 붕괴를 겪는 한 조밀한 성단을 포함한다.
최초의 별 이전에, 큰 가스 구름은 "쿼시 별"로 붕괴되어 약 20M☉의 블랙홀로 붕괴될 수 있다. 이 별들은 또한 중력에 의해 엄청난 양의 가스를 끌어 당기는 암흑 물질 헤일로에 의해 형성되었을 수 있으며, 이는 수만 M☉의 초대질량 별들을 생성할 것이다. "쿼시 별"은 핵에서 전자-양전자 쌍생성으로 인해 방사형 섭동에 불안정해지고 어떤 초신성 폭발 없이 블랙홀로 직접 붕괴할 수 있다 (대부분의 질량을 방출하여, 블랙홀이 빠르게 성장하는 것을 방지한다).
보다 최근의 이론에 따르면 SMBH 씨앗은 각각 질량이 약 100,000M☉인 초대질량 별의 붕괴로 인해 초기 우주에서 형성되었다고 한다.

### 직접 붕괴 및 원시 블랙홀
금속이 없는 가스의 크고 높은 적색편이 구름은, 충분히 강렬한 라이먼-베르너 광자(Lyman–Werner photons}의 플럭스에 의해 조사되면, 냉각화 및 조각화를 피할 수 있으므로 자가 중력(self-gravitation)으로 인해 한 단일 천체로 붕괴된다. 붕괴하는 천체의 중심부는 약 107g/cm3 정도의 매우 큰 물질 밀도 값에 도달하고, 그래서 어떤 일반 상대론적 불안정성을 유발한다. 따라서, 그 천체는 별 또는 콰시 별의 중간 단계를 거치지 않고 블랙홀로 직접 붕괴한다. 이러한 천체는 일반적으로 약 100,000M☉의 질량을 가지며 직접 붕괴 블랙홀{Direct collapse black hole}로 명명된다. 한 2022년 컴퓨터 시뮬레이션에 따르면 최초의 초대질량 블랙홀은 비정상적으로 강한 차가운 가스의 흐름에 의해 공급되는 원시 헤일로라고 불리는 드문 난류 가스 덩어리들에서 발생할 수 있음을 보여주었다. 주요 시뮬레이션 결과는 차가운 흐름들이 난류성 헤일로에서 별 형성을 억제하다가 마침내 헤일로의 중력이 난류를 극복하고 31,000M☉와 40,000M☉의 두 개의 직접 붕괴 블랙홀을 형성할 수 있을 때까지 난류성 헤일로 속에서의 별의 형성을 억제했다는 것이다. 따라서 최초의 SMBH의 탄생은 거의 20년 동안 생각했던 것과는 달리 표준 우주 구조 형성의 결과일 수 있다.
마지막으로, 원시 블랙홀들(PBHs)은 대폭발(빅뱅) 후 첫 순간에 외부 압력으로부터 직접 생성되었을 수 있다. 이러한 블랙홀은 위의 어떤 강착하기 위한 모형들보다 더 많은 시간이 축적되어 초대질량 크기에 도달할 수 있는 충분한 시간을 가졌을 것이다. 최초의 별들의 죽음으로 인한 블랙홀들의 형성은 광범위하게 연구되어 왔으며 또한 관측을 통해 확증되었다. 위에 나열된 다른 블랙홀 형성 모형은 이론적인 것이다.
초대질량 블랙홀이 형성되려면 각운동량이 작은 어떤 비교적 작은 부피의 고밀도 물질이 필요하다. 일반적으로, 각착의 과정에는 커다란 각운동량의 초기 부여를 바깥으로 운반하는 과정이 포함되며, 이것이 블랙홀 성장의 제한 요인으로 보인다. 이것이 바로 강착원반 이론의 한 주요 구성 요소이다. 가스 강착은 블랙홀이 성장하는 가장 효율적이면서도 가장 눈에 띄는 방식이다. 초대질량 블랙홀의 질량 성장의 대부분은 활동은하핵 또는 퀘이사로 관측되는 빠른 가스 강착 에피소드들을 통해 발생하는 것으로 생각된다. 관측들은 우주가 더 젊었을 때 퀘이사가 훨씬 더 빈번하다는 것을 드러내 보이며, 이는 초대질량 블랙홀이 초기에 형성되고 또한 성장했음을 나타낸다. 초대질량 블랙홀 형성 이론의 한 주요 제약 요인은 멀리 떨어진 발광 퀘이사들의 관측으로, 이는 우주가 10억 년이 채 되지 않았을 때 수십억 M☉의 초대질량 블랙홀들이 이미 형성되었음을 나타낸다. 이것은 초대질량 블랙홀들이 우주 초기에 최초의 거대 은하들 내부에서 발생했음을 시사한다.

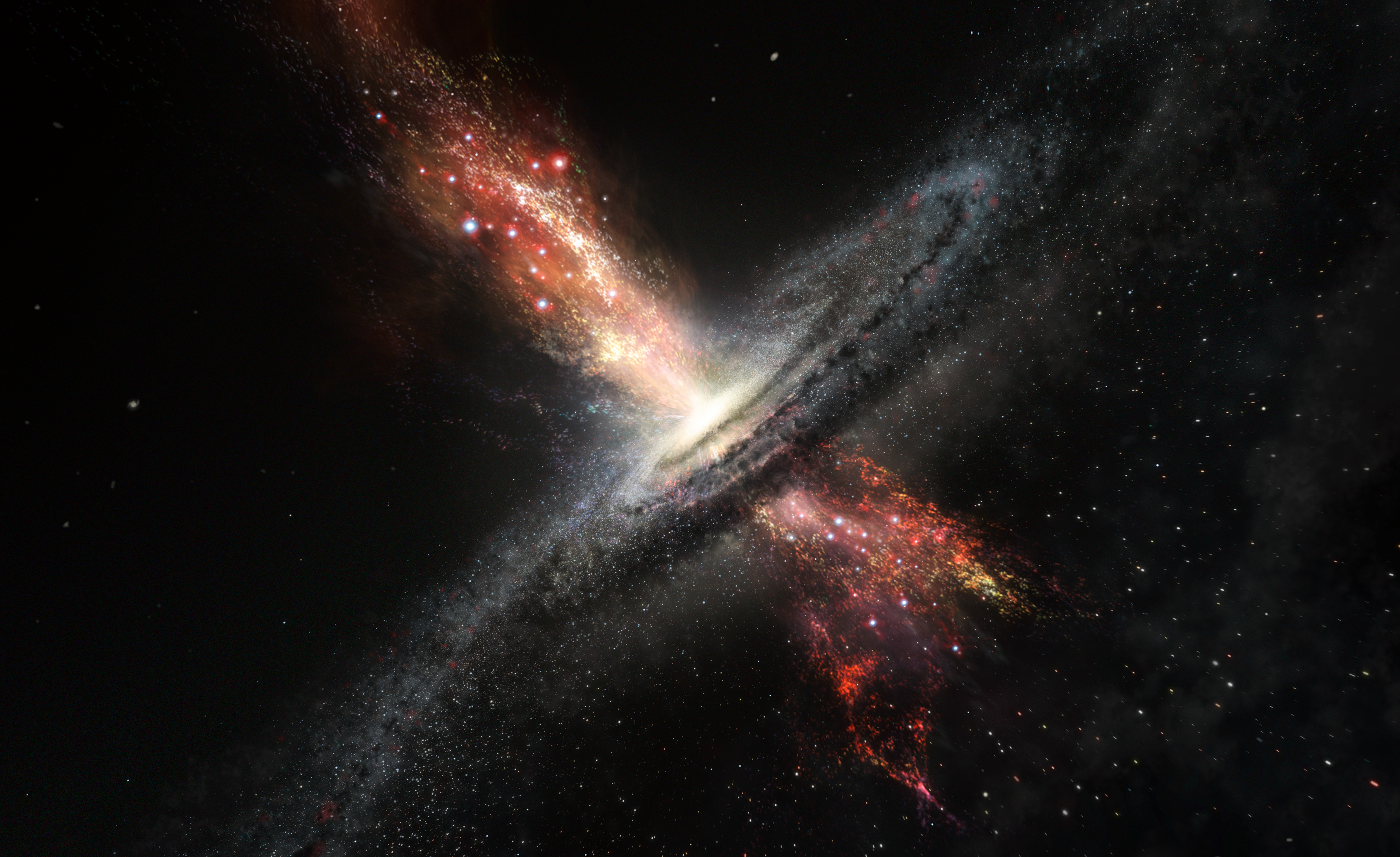
초대질량 블랙홀의 바람을 타고 태어난 별에 대한 예술가의 인상.

### 최대 질량 한계
초대질량 블랙홀이 얼마나 크게 성장할 수 있는지에 대한 한 자연적 상한선이 있다. 퀘이사 또는 활동성 은하핵(AGN)에 있는 초대질량 블랙홀((SMBH))의 한 이론적 상한은 일반적인 매개변수에 대해 물리적으로 약 500억 M☉인 것으로 보이는데, 그 이상인 모든 것들은 성장이 서행으로 느려지고(감속은 100억 M☉ 정도에서 시작되는 경향이 있음) 블랙홀을 둘러싼 불안정한 강착원반을 그 궤도를 도는 별들로 융합하기 때문이다. 한 연구는 이 한계를 초과하는 SMBH 질량의 가장 안쪽의 안정된 원형 궤도(innermost stable circular orbit ISCO)의 반경은 자가 중력(self-gravity) 반경을 초과하여, 원반 형성이 더 이상 불가능하개  만든다는 결론을 내렸다.
약 2,700억 M☉의 어떤 더 큰 상한선은 극단적인 경우에  강착되는 SMBH의 절대 최대 질량 한계로 나타났는데, 예를 들어 무차원 스핀 매개변수가 a=1인 그것의 최대 순행 스핀이며, 하지만 블랙홀의 스핀 매개변수의 최대 한계는 a=9982에서는 아주 약간 낮디. 그 한계 바로 아래의 질량에서, 한 필드 은하의 원반 광도는 에딩턴 한계보다 낮을 가능성이 있으며 또한 M-시그마 관계를 기본으로  하는 피드백을 유발할만큼 강하지 않으므로, 한계에 가까운 SMBH들은 이것 이상으로 진화할 수 있다. 그러나, 이 한계에 가까운 블랙홀은 오히려 더 희귀할 가능성이 있는데, 그 이유는 블랙홀이 성장하고 ISCO(가장 안쪽의 안정된 원형 궤도)와 따라서 그 지렛대 팔로 인해서 역행성 강착의 스핀다운 효과가 순행성 강착에 의한 스핀업보다 더 크기 때문에 강착원반이 거의 영구적으로 순행해야만 한다는 사실이 주목된다. 이것은 결국 블랙홀 스핀이 블랙홀의 호스트 은하 내에서 가스 흐름을 제어하는 잠재적인 방향의 고정된 방향과 영구적으로 상관 관계가 있기를 요구하므로, 또한 이것은 따라서 스핀축과 은하와 유사하게 정렬되는 AGN 제트 방향을 생성하는경향을 나타낼 것이다. 그러나 현재의 관측은 이 상관 관계를 뒷받침하지 않는다. 소위 '혼돈적 강착'은 아마도. 만일 이런 방식으로 대규모 포텐셜에 의해 제어되지 않는다면, 본질적으로 시간과 방향이 무작위인 여러 소규모 사건들을 포함해야 할 것다. 이것은 역행 사건들이 순행보다 더 큰 지렛대 팔들을 가지고 거의 자주 발생하기 때문에 통계적으로 스핀다운으로 이어질 것이다. 또한 스핀을 통계적으로 감소시킬 수 있는, 다른 블랙홀과의 병합을 포함하여 스핀을 감소시키는 경향이있는 대형 SMBH들과의 다른 상호작용도 있다. 이러한 모든 고려 사항들은 SMBH들이 일반적으로 스핀 매개변수들의 적당한 값에서 임계 이론적 질량 한계를 초과하여, 드문 경우를 제외하고는 모두 5 × 1010M☉이된다는 것을 시사한다.
퀘이사 및 은하핵 내의 현대의 극초대질량 블랙홀(UMBH)은 강착원반을 통하고 또한 현재 우주의 나이를 고려할 때, 약 (5-27)×1010M☉이상으로 성장할 수 없지만, 우주의 이러한 괴물 블랙홀들 중 일부는 우주의 극히 먼 미래에 은하의 초은하단이 붕괴되는 동안에는 아마도 1014M☉의 엄청나게 커다란 질량까지 계속 성장할 것으로 예측된다.

## 활동과 은하계의 진화
많은 은하 중심에 있는 초대질량 블랙홀의 중력은 세이퍼트 은하와 퀘이사와 같은 활성 천체에 동력을 공급하는 것으로 생각되며, 중앙 블랙홀의 질량과 호스트 은하의 질량 사이의 관계는 은하 유형에 따라 다르다.  초대질량 블랙홀의 크기와
한 은하 팽대부의 성간 속도 분산 {\displaystyle \sigma }는 M-시그마 관계라고 불린다.
한 AGN(활동은하핵)은 이제 물질을 강착하고 충분히 강한 광도를 나타내는 거대한 블랙홀을 호스팅하는 은하핵으로 간주된다. 예를 들어, 우리 은하의 핵 영역은 이 조건을 충족시키기에 충분한 광도가 부족하다. AGN의 통합 모형은 소수의 물리적 매개변수만으로 AGN 분류에서 관찰되는 광범위한 특성을 설명할 수 있다는 개념이다. 초기 모형의 경우, 이러한 값은 가시선에 대한 성운 원환의 각도와 광원의 광도로 구성되었다. AGN은 대부분의 출력이 광학적으로 두꺼운 강착원반을 통해 전자기복사의 형태인 복사 모드 AGN, 그리고 원반에 수직으로 상대론적 제트가 발생하는 제트 모드 두 가지 주요 그룹으로 나눌 수 있다..

### 병합 및 반동 SMBH
한 쌍의 SMBH를 호스팅하는 은하들의 상호작용은 병합 사건으로 이어질 수 있다. 호스팅된 SMBH 천체들에의 동적 마찰은 그것들이 병합된 질량의 중심을 향해 가라앉게 하여, 결국 1킬로파섹 미만의 이격 거리를 가진 한 쌍을 형성한다. 이 쌍이 주변 별들 및 가스와 상호 작용하여 그런 다음 SMBH가 10파섹 이하의 이격 거리를 가진 한 중력적으로 결합된(gravitationally bound)된 쌍성계로 서서히 합쳐지게 한다. 일단 그 쌍이 0.001파섹까지 가까워지면, 중력 복사는 그것들을
병합시킨다. 이 일이 일어날 때 쯤이면,  그 결과적 은하는 초기 폭발적 항성생성과 AGN이 사라져 합병 사건에서 벗어나 이완된 지 오래되었을 것이다.

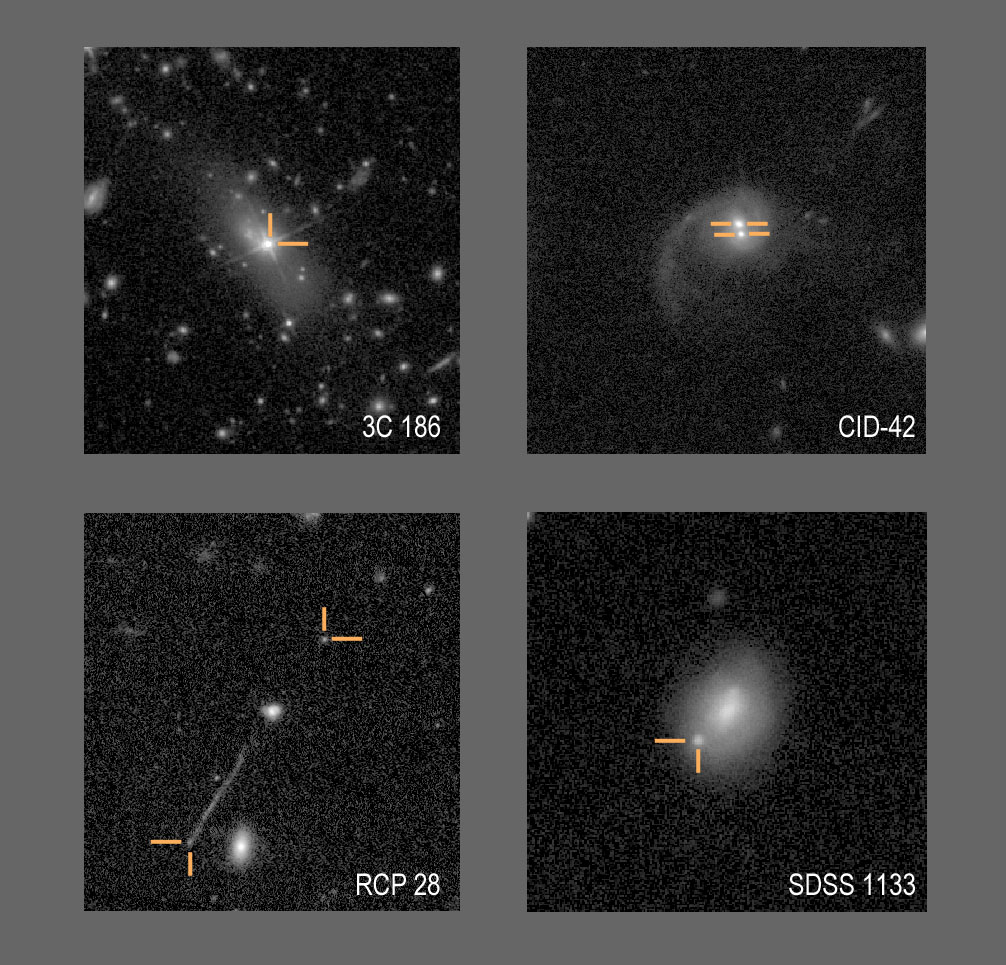
반동 또는 방출된 블랙홀로 의심되는 후보 SMBH

이 병합에서 발생하는 중력파는 결과물인 SMBH에 최대 수천 km/s의 속도 향상을 제공하여 은하 중심에서 멀어지고 심지어 은하에서 방출될 수도 있다. 이 현상을 중력 반동이라고 불린다. 블랙홀을 방출하는 또 다른 가능한 방법은 새총 반동이라고도 하는 고전적인 새총 시나리오이다. 이 시나리오에서는 먼저 두 은하의 병합을 통해 수명이 긴 쌍체 블랙홀이 형성된다. 두 번째 병합에서 세 번째 SMBH가 도입되어 은하 중심부로 가라앉는다. 삼체 상호작용으로 인해, 일반적으로 가장 가벼운 SMBH 중 하나가 방출된다. 선형 운동량 보존으로 인해 다른 두 SMBH는 쌍체로 반대 방향으로 추진된다. 이 시나리오에서는 모든 SMBH가 방출될 수 있다. 방출된 블랙홀은 폭주 블랙홀이라고 불린다.
반동 블랙홀들을 감지하는 방법에는 여러 가지가 있다. 종종 은하 중심에서 퀘이사/AGN의 변위 또는 퀘이사의 분광학적 쌍성 특성/AGN은 반동 블랙홀의 증거로 간주된다.
반동 블랙홀 후보들은 NGC 3718, SDSS1133, 3C 186, E1821 + 643 및 SDSS J0927+2943들을 포함한다. 폭주 블랙홀 후보들은 HE0450-2958, CID-42 및 CP 28 주변의 천체들이다. 폭주 초대질량 블랙홀은 그 여파로 별 형성을 유발할 수 있다. 왜소은하 RCP 28 근처의 선형적 특징은 후보 폭주 블랙홀의 별 형성 여파로 해석되었다.

### 호킹 복사
호킹 복사는 사건 지평선 근처의 양자 효과로 인해 블랙홀이 방출할 것으로 예상되는 한 흑체 복사이다. 이 복사는 블랙홀의 질량과 에너지를 감소시켜 블랙홀을 수축시키고 궁극적으로 사라지게 한다. 만약 블랙홀이 호킹 복사를 통해 증발한다면, 질량이 1×1011M☉인 회전하지 않고 대전되지 않은 엄청나게 큰 블랙홀은 약 2.1×10100년 안에 증발할 것이다. 먼 미래에 1×1014M☉의 은하의 초은하단이 붕괴하는 동안 형성된 블랙홀은 최대 2.1×1019년의 시간 척도에 걸쳐 증발할 것으로 예측된다.

## 증거

### 도플러 측정

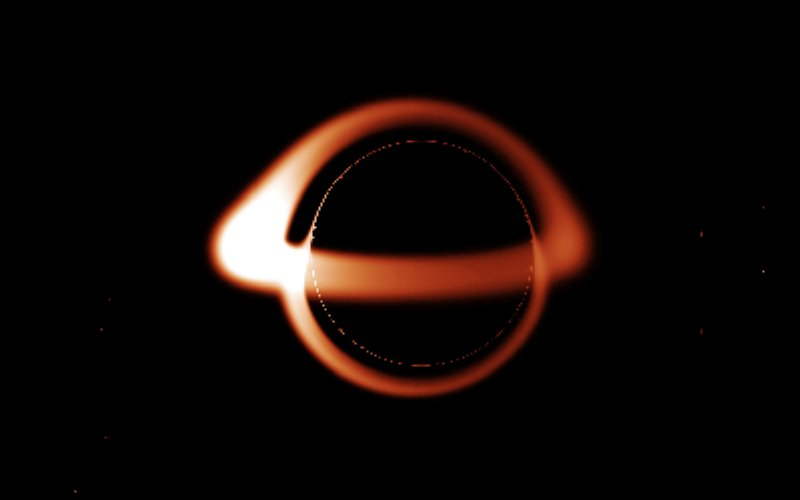
제안된 모형에 따라 이온화된 물질로 이루어진 투명한 원환체의 고리를 가진 블랙홀의 측면을 시뮬레이션한 결과이다. 이 이미지는 블랙홀 뒤에서 빛이 휘어진 결과를 보여 주며, 고리 안의 물질이 매우 빠른 궤도 속도로 인해 도플러 효과로 인해 발생하는 비대칭성을 보여준다다.

블랙홀의 존재에 대한 가장 좋은 증거 중 일부는 근처 궤도를 도는 물질의 빛이 후퇴할 때는 적색편이, 전진할 때는 청색편이가 되는 도플러 효과에 의해 제공된다. 블랙홀에 매우 가까운 물질의 경우 공전 속도가 빛의 속도와 비슷해야 하므로 후퇴하는 물질은 전진하는 물질에 비해 매우 희미하게 나타나며, 이는 본질적으로 대칭적인 원반과 고리를 가진 시스템은 매우 비대칭적인 시각적 외관을 갖게 된다는 것을 의미한다. 이 효과는 은하수 중심에 있는 궁수자리 A*의 초대질량 블랙홀에 대한 그럴듯한 모형을 기반으로 여기에 제시된 예와 같은 최신 컴퓨터 생성 이미지에서 허용되었다. 그러나 현재 사용가능한 망원경 기술이 제공하는 해상도는 이러한 예측을 직접 확인하기에는 아직 충분하지 않다.
이미 많은 시스템에서 직접 관측된 것은 블랙홀로 추정되는 것에서 더 멀리 떨어진 궤도를 도는 물질의 낮은 비상대론적 속도이다. 인근 은하의 핵들을 둘러싸고 있는 물(H2O) 메이저를 직접 도플러로 측정한 결과, 중심부에 물질이 고도로 집중되어 있을 때만 가능한 매우 빠른 케플러 운동이 밝혀졌다. 현재 이렇게 작은 공간에 충분한 물질을 채울 수 있는 유일한 천체는 블랙홀 또는 천체물리학적으로 짧은 시간 내에 블랙홀로 진화할 천체뿐이다. 더 멀리 떨어진 활동 은하의 경우, 넓은 스펙트럼 선의 폭을 사용하여 사건 지평선 근처를 공전하는 가스를 조사할 수 있다. 반향 매핑{Reverberation mapping} 기술은 이러한 선의 변동성을 이용해 활동 은하를 움직이는 블랙홀의 질량과 스핀을 측정한다.

### 우리 은하에서

우리 은하의 중심부에 있는 초대질량 블랙홀 후보 궁수자리 A* 주위를 도는 것으로 추정되는 여섯 별의 궤도.

증거에 따르면 우리 은하의 중심에는 태양계에서 26,000광년 떨어진 궁수자리 A*라는 영역에 초대질량 블랙홀이 있으니 왜냐하면:
- 별 S2는 주기가 15.2년이고 중심 천체 중심에서 17광시(1.8×1013m 또는 120AU)의 근심(가장 가까운 거리)을 가진 타원 궤도를 따른다.[93]
- 별 S2의 움직임에서 물체의 질량은 4.0 백만 M☉,[94] 또는 약 7.96×1036kg으로 추정할 수 있다.
- 중심 천체의 반경은 17광시 미만이어야 한다. 그렇지 않으면 S2가 충돌 할 수 있기 때문이다. 별 S14의 관측[95]은 반경이 천왕성의 궤도 직경에 해당하는 6.25광시를 넘지 않음을 나타낸다.
- 블랙홀을 제외한 어떤 천체도 이 정도의 공간에 4.0백만 M☉을 포함할 수 없다.[95]

궁수자리 A* 근처의 밝은 플레어 활동에 대한 적외선 관측은 후보 SMBH의 중력 반경의 6~10배 간격으로 45±15 분 주기로 플라즈마의 궤도 운동을 보여준다. 이 방출은 강한 자기장 속에서 강착원반의 편광된 "핫스팟"이 원형 궤도를 도는 것과 일치한다. 복사 물질은 가장 안쪽의 안정적인 원형 궤도(innermost stable circular orbit) 바로 밖에서 광속의 30%로 공전하고 있다.
2015년 1월 5일, NASA는 궁수자리 A*에서 평소보다 400배 더 밝은 엑스선 플레어를 관측하여 기록 갱신을 했다고 보고했다. 천문학자들에 따르면 이 이례적인 현상은 소행성이 블랙홀로 떨어져 나가거나 궁수자리 A*로 유입되는 가스 내의 자기장 선들이 얽혀서 발생했을 수 있다고 한다.

### 우리 은하 밖에서

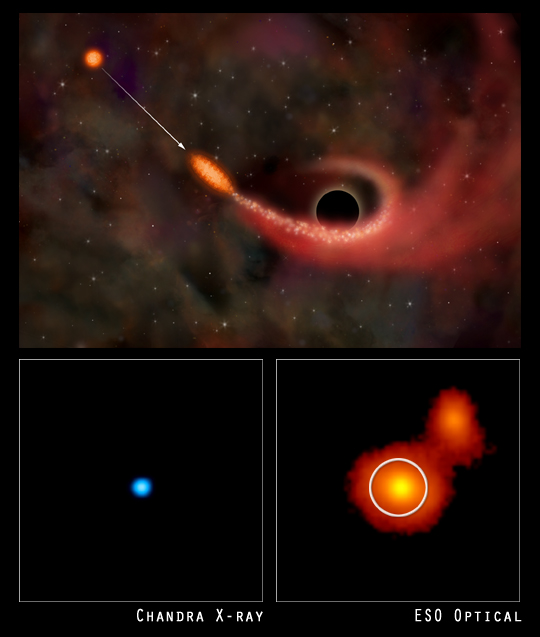
별을 해채시키는 초대질량 블랙홀의 예술가의 인상. 아래: 은하계 RX J1242−11에서 별을 삼키는 초대질량 블랙홀 - 엑스선(왼쪽) 및 광학(오른쪽).

초대질량 블랙홀에 대한 명확한 역학적 증거는 소수의 은하에만 존재한다; 여기에는 우리 은하, 국부은하군 M31 및 M32, 그리고 국부은하군 너머의 NGC 4395와 같은 몇 개의 은하가 포함된다. 이 은하들에서 별이나 가스의 제곱평균제곱근 (또는 rms) 속도는 중심 근처에서 1/r에 비례하여 상승하고, 이것은 중심점 질량을 나타낸다. 현재까지 관측된 다른 모든 은하에서는 중심을 향해 rms 속도가 평평하거나 심지어 떨어지기 때문에 초대질량 블랙홀이 존재한다고 확실하게 말할 수 없다. 그럼에도 불구하고 거의 모든 은하의 중심에는 초대질량 블랙홀이 포함되어 있다는 것이 일반적으로 받아들여지고 있다. 이 가정이 성립하는 이유는 M-시그마 관계, 즉 확실한 검출이 가능한 10여 개의 은하에서 블랙홀의 질량과 그 은하의 돌출부에 있는 별들의 속도 분산 사이의 긴밀한 (낮은 분산) 관계 때문이다. 이 상관 관계는 비록 소수의 은하를 기반으로하지만 많은 천문학자들에게 블랙홀의 형성과 은하 자체 사이의 강력한 연관성을 시사한다.
2011년 3월 28일에, 초대질량 블랙홀이 중간 크기의 별을 해체시키는 것이 목격되었다. 이것은 그날 갑작스런 엑스선 복사와 후속 광대역 관측에 대한 유일하게 그럴듯한 설명이다. 그 근원은 이전에 비활성 은하핵이었고, 또한 폭발에 대한 연구로부터 그 은하핵은 질량이 백만 M☉ 정도인 SMBH로 추정된다. 이 드문 사건은 SMBH에 의해 조석력으로 파괴된 별에서 상대론적 유출(빛의 속도의 상당한 부분으로 제트 형태로 방출되는 물질)로 추정된다. 한 태양 질량의 상당 부분의 물질이 SMBH에강착되었을 것으로 예상된다. 이후 장기 관측을 통해 만일 제트에서 방출되는 물질이 한 SMBH에 질량 강착을 위해 예상되는 속도로 붕괴한다면 이 가정이 확인될 수 있다.

## 개별적 연구

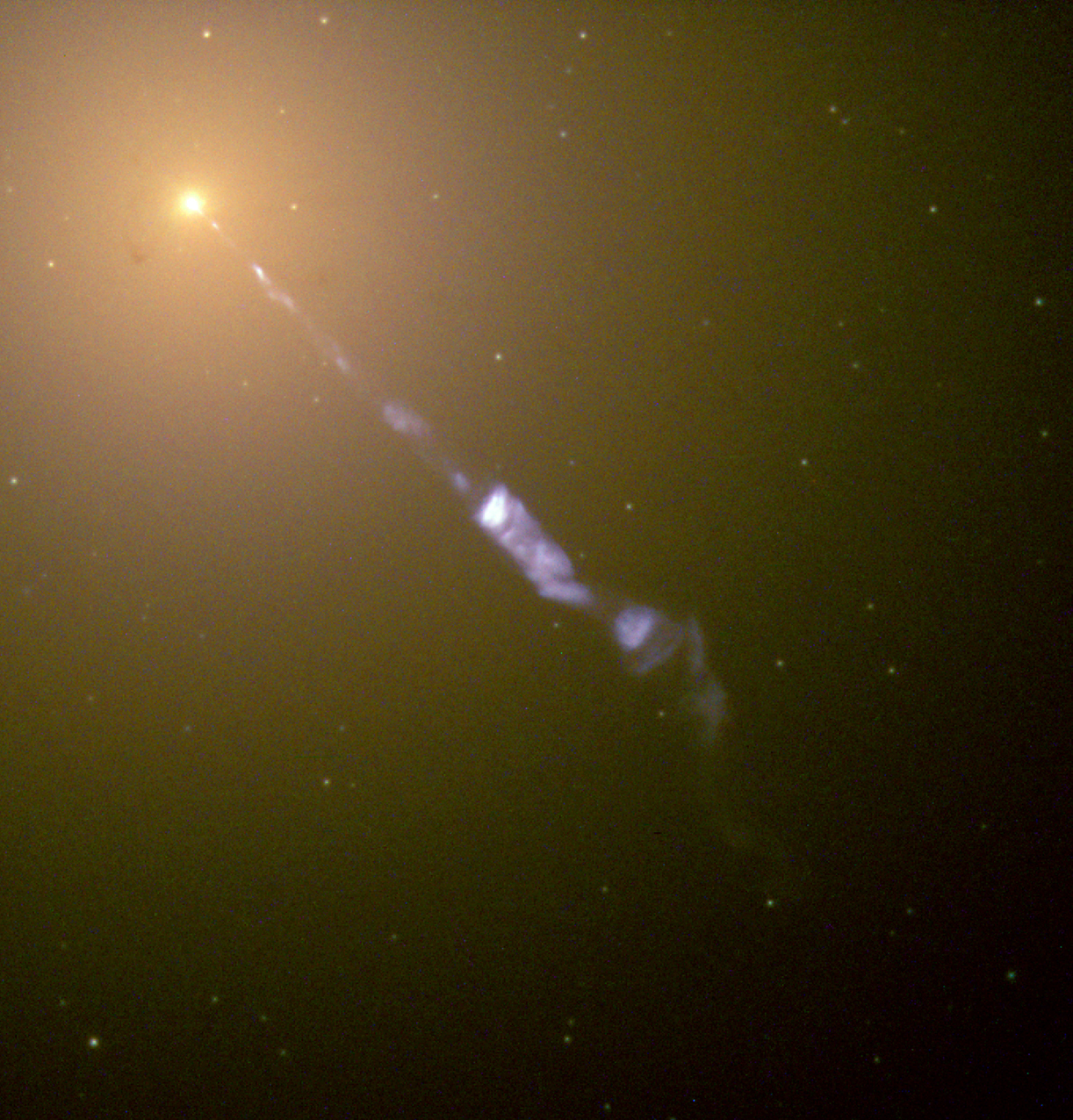
은하 중심에 있는 6.5×10^{9} 초대질량 블랙홀이 분출하는 물질인 메시에 87의 4,400광년 길이의 상대론적 제트의 허블 우주 망원경으로 촬영한 사진

250만 광년 떨어진 인근 안드로메다 은하는 우리 은하보다 훨씬 큰 1.4+0.65
−0.45×108 (1억 4천만) M☉ 중심 블랙홀을 포함하고 있다. 은하 근처에서 가장 큰 초대질량 블랙홀은 메시에 87 (즉, M87*), 4892만 광년 거리에서 질량 (6.5 ± 0.7)×109 (약 65 억) M☉. 머리털자리 별자리에 336만 광년 떨어진 거리에 초거대 타원은하 NGC 4889는 2.1+3.5
−1.3×1010 (210억) M☉로 측정된 블랙홀을 포함하고 있다.
퀘이사의 블랙홀 질량은 상당한 불확실성이있는 간접적인 방법을 통해 추정할 수 있다. 그만큼 퀘이사 TON 618 4.07×1010 (407 억) M☉로 추정되는 매우 큰 블랙홀을 가진 물체의 예이다. 그것의 적색편이는 2.219이다. 블랙홀 질량이 큰 것으로 추정되는 퀘이사의 다른 예로는 질량이 1×1010 (100억) M☉로 추정되는 극발광(hyperlouminoys) 퀘이사 APM 08279 + 5255, 그리고 질량이 (3.4±0.6)×1010 (340억) M☉ 또는 우리 은하 중심 블랙홀 질량의 거의 10,000배에 달하는 질량을 갖는 퀘이사 SMSS J215728. 21-360215.1 등이다.
4C +37.11와 같은 일부 은하는, 중앙에 두 개의 초대질량 블랙홀을 갖는 것으로 보이며, 쌍체 시스템(binary system)을 형성한다. 만일 그들이 충돌한다면, 그 사건은 강한 중력파를 생성할 것이다. 쌍초대질량 블랙홀은 은하 병합의 일반적인 결과로 여겨진다. 35억 광년 떨어진 OJ 287속의 쌍블랙홀의 짝은 질량이 183억 4,800만 M☉으로 추정되는 가장 거대한 블랙홀을 포함한다. 2011년에, 왜소은하 Henize 2-10에서 초대질량 블랙홀이 발견되었는데, 이는 팽대부을 갖지 않는다. 이 발견의 블랙홀 형성에 미치는 정확한 의미는 알려지지 않았지만, 블랙홀이 팽대해지기 전에 형성되었음을 가리킬 수 있다.
2012년에. 천문학자들은 페르세우스 별자리에서 2억 2천만 광년 떨어진 곳에있는 소형 렌즈형은하 NGC 1277의 블랙홀에 대해 약 170억 M☉의 비정상적으로 큰 질량을 보고했다. 그 추정되는 블랙홀은 이 렌즈형은하의 팽대부 질량의 약 59%(은하 전체 항성 질량의 14%)를 갖는다. 또 다른 연구에서는 이 블랙홀이 특별히 과대 질량이 아니며, 20억~50억 M☉으로 추정되며 50억 M☉이 가장 유력한 값이라는 매우 다른 결론에 도달했다. 2013년 2월 28일 천문학자들은 NuSTAR 위성을 사용하여 NGC 1365에서 처음으로 초대질량 블랙홀의 스핀을 정확하게 측정하여 사건의 지평선이 거의 빛의 속도로 회전하고 있다고 보고했다.
2014년 9월에, 여러 엑스선 망원경의 데이터에 따르면 매우 작고 밀도가 높은 초밀집왜소은하 M60-UCD1의 중심에는 은하 전체 질량의 10% 이상을 차지하는 2천만 태양 질량 블랙홀이 있다. 그 발견은 매우 놀라운 것으로, 왜냐하면 이 은하가 은하 질량의 5천 분의 1도 안 되는 작은 은하임에도 불구하고 블랙홀의 질량이 은하계의 블랙홀보다 5배나 더 크가 때문이다.
일부 은하에는 중심부에 초대질량 블랙홀이 없다. 초대질량 블랙홀이 없는 대부분의 은하는 매우 작은 왜소은하이지만, 한 가지 발견은 여전히 미스터리로 남아 있다. 초거대 타원형 cD 은하 A2261-BCG는 은하가 우리 은하보다 6배 이상 크고 질량이 천 배 이상 큰 알려진 가장 큰 은하 중 하나이지만 최소 1010M☉의 활성 초대질량 블랙홀을 포함하는 것으로 밝혀지지 않았다. 그럼에도 불구하고 여러 연구에서 A2261-BGC 내부에 있을 수 있는 중심 블랙홀의 질량 값이 매우 커서 6.5+10.9
−4.1×1010 M☉ 또는 (6-11)×109 M☉ 정도로 낮다. 초대질량 블랙홀은 축적되는 동안에만 볼 수 있기 때문에 항성 궤도에 미치는 영향을 제외하고는 초대질량 블랙홀이 거의 보이지 않을 수 있다. 이것은 A2261-BGC의 중심 블랙홀이 낮은 수준에서 축적되고 있거나 질량이 1010M☉보다 다소 낮다는 것을 의미한다.
2017년 12월에, 천문학자들은 지금까지 알려진 가장 먼 초대질량 블랙홀을 포함하는 가장 먼 퀘이사인 ULAS J1342+0928을 z = 7.54의 적색편이로 감지하여 이전에 알려진 가장 먼 퀘이사 ULAS J1120 + 0641의 적색편이 7을 능가하는 것으로 보고했다.

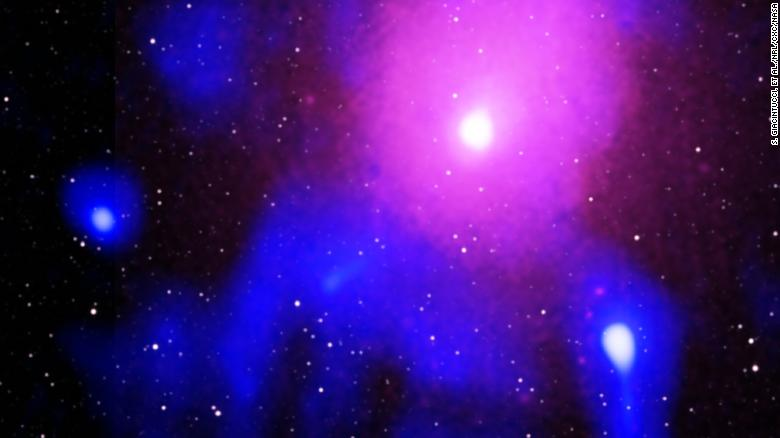
초대질량 블랙홀 w:NeVe 1의 오피우추스 초은하단 폭발은 지금까지 발견된 것 중 가장 에너지가 높은 폭발이다.
출처: 찬드라 엑스선 관측선

2020년 2월, 천문학자들은 대폭발(빅뱅) 이후 우주에서 가장 에너지가 넘치는 사건인 오피우추스 초은하단 폭발(Ophiuchus Supercluster eruption)을 발견했다고 발표했다. 오피우추스 초은하단 폭발은 은하계 NeVe 1의 오피우추스 성단에서 발생했으며, 중심 초대질량 블랙홀이 약 2억 7천만 M☉의 물질을 축적하여 일어났다. 이 폭발은 약 1억 년 동안 지속되었으며 지금까지 알려진 가장 강력한 감마선 폭발보다 570만 배 더 많은 에너지를 방출했다. 폭발은 충격파와 고에너지 입자 제트를 방출하여 은하단내부매질을 뚫고 우리 은하 지름의 10배인 약 150만 광년 너비의 공동을 만들었다.
2021년 2월 천문학자들은 유럽의 LOFAR 탐지한 초저주파 파장(ultra-low radio wavelengths)을 기반으로 stial hemisphere|북쪽 천구(northern celestial hemisphere}의 4%를 차지하는 25,000개의 활성 초대질량 블랙홀의 초고해상도 이미지를 처음으로 공개했다.

## 같이 보기
- 소설 속 블랙홀(Black holes in fiction} – 블랙홀이 등장하는 소설
- Galactic Center GeV excess(Galactic Center GeV excess – 은하 중심에서 나오는 설명할 수 없는 감마선
- 하이퍼컴팩트 항성계(Hypercompact stellar system) – 초대질량 블랙홀 주변의 성단
- 스핀 반전(spn-flip) – 다른 블랙홀과의 병합으로 인한 스핀 축의 갑작스러운 변화

## 노트
1. ↑  약어인 SBH는 일반적으로 항성질량 블랙홀에 사용된다.

## 추가 읽기
- Fulvio Melia (2003). 《The Edge of Infinity. Supermassive Black Holes in the Universe》. Cambridge University Press. ISBN 978-0-521-81405-8. OL 22546388M.
- Carr, Bernard; Kühnel, Florian (2022). “Primordial black holes as dark matter candidates”. 《SciPost Physics Lecture Notes》. arXiv:2110.02821. doi:10.21468/SciPostPhysLectNotes.48. S2CID 238407875.
- Chakraborty, Amlan; Chanda, Prolay K.; Pandey, Kanhaiya Lal; Das, Subinoy (2022). “Formation and Abundance of Late-forming Primordial Black Holes as Dark Matter”. 《The Astrophysical Journal》 932 (2): 119. arXiv:2204.09628. Bibcode:2022ApJ...932..119C. doi:10.3847/1538-4357/ac6ddd. S2CID 248266315.
- Ferrarese, Laura; Merritt, David (2002). “Supermassive Black Holes”. 《Physics World》 15 (1): 41–46. arXiv:astro-ph/0206222. Bibcode:2002astro.ph..6222F. doi:10.1088/2058-7058/15/6/43. S2CID 5266031.
- Krolik, Julian (1999). 《Active Galactic Nuclei》. Princeton University Press. ISBN 978-0-691-01151-6. OL 361705M.
- Merritt, David (2013). 《Dynamics and Evolution of Galactic Nuclei》. Princeton University Press. ISBN 978-0-691-12101-7.
- Dotan, Calanit; Rossi, Elena M.; Shaviv, Nir J. (2011). “A lower limit on the halo mass to form supermassive black holes”. 《Monthly Notices of the Royal Astronomical Society》 417 (4): 3035–3046. arXiv:1107.3562. Bibcode:2011MNRAS.417.3035D. doi:10.1111/j.1365-2966.2011.19461.x. S2CID 54854781.
- Argüelles, Carlos R.; Díaz, Manuel I.; Krut, Andreas; Yunis, Rafael (2021). “On the formation and stability of fermionic dark matter haloes in a cosmological framework”. 《Monthly Notices of the Royal Astronomical Society》 502 (3): 4227–4246. arXiv:2012.11709. doi:10.1093/mnras/staa3986.
- Fiacconi, Davide; Rossi, Elena M. (2017). “Light or heavy supermassive black hole seeds: The role of internal rotation in the fate of supermassive stars”. 《Monthly Notices of the Royal Astronomical Society》 464 (2): 2259–2269. arXiv:1604.03936. doi:10.1093/mnras/stw2505.
- Davelaar, Jordy; Bronzwaer, Thomas; Kok, Daniel; Younsi, Ziri; Mościbrodzka, Monika; Falcke, Heino (2018). “Observing supermassive black holes in virtual reality”. 《Computational Astrophysics and Cosmology》 5 (1): 1. arXiv:1811.08369. Bibcode:2018ComAC...5....1D. doi:10.1186/s40668-018-0023-7.